# فورد فليفر
فورد فليفر هي طائرة ذات مقعد واحد قدمها هنري فورد باسم «موديل تي الهوائية». بعد حادث تحطم مميت لنموذج أولي في المحيط قبالة ملبورن، فلوريدا، توقفت خطط الإنتاج.

## تطوير
كان فورد ثلاثية المحرك أول مشروع تجاري ناجح لهنري فورد في عام 1925. تبعًا لسيارة فورد موديل تي باعتبارها سيارة «كل رجل»، تم تصميم فورد فليفر لتكون طائرة «كل رجل» ذات الإنتاج الضخم. تم اقتراح الفكرة لأول مرة على يد William Bushnell Stout، مدير قسم طائرات فورد المكتسبة عام 1926. لم يرغب كل من Stout وWilliam Benson Mayo، رئيس قسم الطائرات بشركة فورد في القيام بأي شيء بالطائرة، وتم بناؤه في مبنى متحف قريب في مختبرات فورد.

### اقتباسات
1. ↑  "Entrepreneurs: The Planes; 1926 Ford Flivver." نسخة محفوظة 2012-08-04 على موقع واي باك مشين. The Henry Ford Museum. Retrieved: August 4, 2012. [وصلة مكسورة]
2. ↑  Ford 1997, pp. 168–169.

### قائمة المراجع
- Corn, Joseph J. The Winged Gospel: America's Romance with Aviation. Baltimore, Maryland: The Johns Hopkins University Press, 2002. (ردمك 978-0-80186-962-4).
- Davis, Michael W. R. and James K. Wagner. Ford Dynasty: A Photographic History. Mount Pleasant, South Carolina: Arcadia Publishing, 2002. (ردمك 978-0-7385-2039-1).
- Ford, Richardson Bryan. Beyond the Model T: The Other Ventures of Henry Ford (Great Lakes Books Publication). Detroit: Wayne State University Press, 1997. (ردمك 978-0-81432-682-4).
- O'Callaghan, Timothy J. The Aviation Legacy of Henry & Edsel Ford (Michigan). Livonia, Michigan: First Page Publications, 2001. (ردمك 978-1-92862-301-4).
- Pauley, Robert F. Michigan Aircraft Manufacturers (Images of Aviation). Mount Pleasant, South Carolina: Arcadia Publishing, 2009. (ردمك 978-0-73855-218-7).

- الطائرات: 1926 فورد فليفر
- فورد فليفر 3218 (1928)